# Ivar Böhling
Ivar Theodor Böhling, född den 10 september 1889 i Ingå, död den 12 januari 1929 i Viborg, var en finländsk brottare. 
Böhling var 1910–1916 medlem av Helsingfors atletklubb. Han vann finska mästerskapet i mellanvikt 1911 och 1913–1916, Europamästerskapet 1914 och brottades vid Olympiska sommarspelen 1912 i Stockholm i finalen efter nio timmar oavgjort mot Anders Ahlgren samt fick liksom svensken silvermedalj. År 1916 blev han
professionell.